# Uie
金幽珍（1988年4月9日—），藝名U-IE（韓文：유이），韓國女演員、歌手，為韓國女子團體五少女前成員及After School第二期成員，同時也是分隊After School Blue成員，2017年5月31日宣布從After School畢業，而後轉至lucky company。高中时是仁川體校的游泳特長生，擅長混合泳。父親金性甲是韓國職棒的教練。

## 個人經歷
- 高中时参加面试被经纪公司相中，开始了长达六年的练习生生涯。
- 2007年，成為五少女成員之一，當時的藝名是「幽珍」，準備2年多將要出道，却因公司财政问题解散。成员们分開後各自發展也陆续以其他女團及Solo歌手出道，並保持着联系。[4]
- 2008年，作為Wonder Girls成員宥斌的好友及同曾為五少女成員，出現在MBC綜藝節目《介紹明星朋友》中，讓網友為之驚嘆，怎麼會有這麼漂亮的女孩，隨後人氣飆升。[5]
- 2009年4月，以第二期成員身份加入女團After School正式出道，在發行數位單曲《DIVA》正式入團，成為團體裡人氣最高的一位，她以健美的大腿和完美的身材著稱，而且被男明星選為理想型。[6]
- 2009年，出演電視劇《原來是美男》飾演柳惠妮(Uhey)，獲得兩極評價。有影迷表示不喜歡Uhey這個角色，覺得編劇把這個“國民妖精”寫得太壞了，甚至被觀眾和媒體認為U-IE現實生活中就是這個樣子。U-IE對此表示遺憾，以為自己能夠博得觀眾喜愛，沒想到卻遭到觀眾的罵聲。當然也有部分影迷表示U-IE把這個人物演的淋漓盡致，覺得Uhey是一個讓人又恨又愛的女孩子。
- 2011年，U-IE在演戲唱歌皆有特別的表現，發行了個人首張數位單曲《U-ie的SokSokSok 》，還在KBS電視劇《烏鵲橋兄弟》中首次擔演女主角，獲得了KBS演技大賞新人獎、[7]百想藝術大賞電視類新人獎。[8]當時走到哪都有人叫她劇中的名字『白子恩』，讓她感覺彷彿都走不出角色的影子，尤其拍戲的時間與劇組演員長時間聚下來，像是多了很多家人般，所以戲拍完要解散時，也讓她非常依依不捨。劇中周元為Uie買咖啡而催化兩人的戀情，戲外，有咖啡廠商看上他們的人氣魅力，還找他們以情侶身分拍攝咖啡廣告。
- 2012年，與李章宇主持KBS《音乐银行》，主持長達一年五個月。[9]
- 2013年4月，开始主持户外综艺节目《赤脚的朋友们》搭档姜虎东，金贤重，银赫，尹施允，金范秀等藝人。
- 2013年11月，参演MBC周末剧《黄金彩虹》，U-IE饰演乐观直率的金百元，以进步的演技抓住观众的心，夺得2013年MBC演技大赏特别部门女子最佳演技奖。
- 2015年2月，參演tvN《豪苟的愛》男主角的初戀游泳女神都壽曦 ，卻因意外懷孕而再跟男主角重逢後發生的一系列複雜搞笑羅曼史。6月U-IE再度參與SBS《上流社會》的演出，飾演一位隱藏自己的身分的女人尋找一位即使自己不是財閥女兒、也願意愛自己的男人的故事。
- 2016年3月，參演MBC週末特別計劃劇《結婚契約》，與李瑞鎮主演。
- 2016年11月，出演MBC新月火劇《不夜城》扮演渴望擺脫土湯匙的欲望女李世珍。

### 個人封號
- 國民蜜腿：因為有結實的長腿，以高挑的身高和黄金比率的丰满身材聞名。[10]

### 感情生活
- 2016年5月3日，U-IE被爆出與李相侖正在交往。對此，雙方經紀公司均表示兩人的戀情屬實，望給予祝福。[11]2017年1月25日，U-IE所屬經紀公司Pledis娛樂相關負責人透過媒體告知：U-IE與李相侖已分手，分手原因是工作忙碌自然疏遠。[12]
- 2017年7月14日，U-IE被爆熱戀康男，據悉兩人是因真人秀《叢林的法則》結緣，雙方交往3個月。雙方目前透過經紀公司承認，確實戀愛3個月。[13]2017年8月1日，傳出兩人已分手，隨後經紀公司證實因忙碌導致雙方關係疏遠，已於近期分手。[14]

### 藝人們對U-IE的評價
- NO.1 千正明：在綜藝節目裡面談到喜歡的女子組合是After School，其中最喜歡U-IE，很早就是她的粉絲，想跟她學習游泳，多次表達對U-IE的欣賞。
- NO.2 鄭宇成：After School成員U-IE結實的大腿最有魅力 ,在回答“看到女演員或者歌手時，有沒有覺得是‘我的夢中情人’念頭”的問題時，他說最近有了這樣的想法。因為U-IE的緣故，有After School出演的音樂節目他都會看得目不轉睛。
- NO.3 尹鐘信：在錄制節目的時候 曾經說過 “誰敢動U-IE我不會放過他” 表達了對U-IE的喜愛。在節目"每天每夜"說裡面最喜歡的女子偶像，U-IE是前三名 。
- NO.4 瑟雍、珍雲、趙權：2AM的瑟雍和U-IE是很好的朋友。在我們結婚裡面，瑟雍說U-IE是他的理想型。表達了喜愛之情，是常來往的朋友。
- NO.5 韓彩英：身材最好的是U-IE。在訪問中她提到：我不喜歡纖細的身材，我覺得看起來健康才是最有魅力的，在所有的名人中我覺得U-IE看起同時兼顧健康和性感!
- NO.6 勝利：BIGBANG的老么勝利,很欣賞U-IE。之前沒怎麼注意到她，最近和她一起上節目時，才發現真的很漂亮。表達了對U-IE的感覺。
- NO.7 劉在錫：李孝利暴露“劉在錫，非常喜歡After School的U-IE ”“劉在錫不光是對女子IDOL組合成員的每一個的特徵都知道，只要一有空就聊女子IDOL的事情”。她特別附帶道“喜歡After School的U-IE，藝能節目拍攝過程中獨自為U-IE鼓掌”，引發了錄影現場的爆笑。
- NO.8 g.o.d.成員尹啟相 ：演員閔孝琳爆料說「跟尹啟相哥哥通電話，那頭傳來特別開心的聲音。有沒有看U-IE跳舞啊？看了啊，我都看了一晚上了。明星也有崇拜的偶像，尹啟相因為喜歡U-IE，常關心After School的舞蹈。
- NO.9 周元：U-IE在學校一直都很努力，有著很好的學習態度，當我得知將與她合作時，非常的高興。我身邊的很多朋友都是她的粉絲，還常常向我問關於她的事。
- NO.10 CNBLUE：CNBLUE在綜藝節目中被問起理想型時，出現了IU和U-IE兩個選項，結果四名隊員全部選擇了U-IE。
- NO.11 盧珉玗：Boyfriend 珉玗最喜歡After School中的U-IE，2012年7月25日MBC《深深打破》Special DJ-Boyfriend中提到。
- NO.12 Teen Top Ricky：在2012年6月11日鄭善姬的《像今天這樣的夜晚》廣播節目中說到U-IE是他的理想型。在2012年7月14日放送的SBS MTV《TEEN TOP的走红100%》中，Ricky在"想和After SchoolU-IE一起去MT"的驚喜告白后，发出害羞的微笑、及发出影像讯息"状态好的日子一起去旅行吧"。
- NO.13 韩政秀：KBS2超人气水木剧《推奴》中以名品腹肌著称的“崔将军”韩政秀，他选择的理想型是女子组合成员昭熙、U-IE、佳人。韩政秀出演“朴秀宏 崔媛贞的余裕满满”，表示“想找到好的人，理想型是Wonder Girls的昭熙、After School的U-IE和Brown Eyed Girls的佳人。”对此朴秀宏笑言“愚直的崔将军也是男人啊”。
- NO.14 帝國之子ZE:A 黃光熙：在《我们结婚了》中多次表达对U-IE的爱慕（还引起了假想夫妇善伙的不满)。另外，光熙出演MBC《Section TV演艺通讯》时，曾告白"如果能换老婆的话，希望能换成性感的U-IE。

## 演出

### 電視劇
| 電視劇演出列表 | 電視劇演出列表 | 電視劇演出列表          | 電視劇演出列表    | 電視劇演出列表       |
| 年份           | 電視台         | 劇名                    | 角色              | 性質                 |
| -------------- | -------------- | ----------------------- | ----------------- | -------------------- |
| 2009年         | MBC            | 善德女王                | 美室璽主 （少年） | 女配角               |
| 2009年         | SBS            | 原來是美男              | 柳惠妮(Uhey)      | 女配角               |
| 2010年         | SBS            | 我女友是九尾狐          | 畫家              | 客串（第5集）        |
| 2011年         | tvN            | Birdie Buddy            | 成美秀            | 女主角               |
| 2011年         | KBS            | 烏鵲橋兄弟              | 白佳恩            | 女主角               |
| 2011年         | MBC            | 全部我的愛              | 金幽珍            | 客串（第182、210集） |
| 2012年         | KBS            | 田禹治                  | 洪舞燕            | 女主角               |
| 2013年         | MBC            | 黃金彩虹                | 金百元/張荷彬     | 女主角               |
| 2015年         | tvN            | 豪苟的愛                | 都壽曦            | 女主角               |
| 2015年         | SBS            | 上流社會                | 張允荷            | 女主角               |
| 2016年         | MBC            | 結婚契約                | 姜慧壽            | 女主角               |
| 2016年         | MBC            | 不夜城                  | 李世珍            | 第二女主角           |
| 2017年         | KBS            | Manhole：夢遊仙境的奉弼 | 姜秀珍            | 女主角               |
| 2018年         | MBC            | 入贅丈夫吳作鬥          | 韓勝珠            | 女主角               |
| 2018年         | KBS            | 我唯一的守護者          | 金道蘭            | 女主角               |
| 2020年         | MBC            | Cinematic Drama SF8     | 韓智元            | 女主角               |
| 2022年         | tvN            | Ghost Doctor            | 張世真            | 女主角               |
| 2023年         | KBS2           | 孝心的家各自為生        | 李孝心            | 女主角               |

### 綜藝節目
| 綜藝劇演出列表                                 | 綜藝劇演出列表 | 綜藝劇演出列表                  | 綜藝劇演出列表          | 綜藝劇演出列表                                                |
| 日期                                           | 電視台         | 節目名稱                        | 集數                    | 演出藝人                                                      |
| ---------------------------------------------- | -------------- | ------------------------------- | ----------------------- | ------------------------------------------------------------- |
| 2007年8月                                      | MTV            | Diary of Five Girls             | -                       | 智娜、知元、婑斌、烋星                                        |
| 2008年                                         | MBC            | 介紹明星的朋友                  | -                       |                                                               |
| 2009年6月20日                                  | KBS2           | 明星金钟                        | -                       |                                                               |
| 2009年6月27日                                  | SBS            | Star King                       | -                       |                                                               |
| 2009年8月2日－2009年12月26日                   | MBC            | 我們結婚了                      | 第1季 E55-E56           | 第2季 E01-E07,E10-E20 朴載正                                  |
| 2009年11月15日、 2009年11月22日                | SBS            | 家族誕生                        | E72-E73                 | Dara (2NE1)                                                   |
| 2009年12月12日                                 | SBS            | 香檳酒                          | -                       | 嘉賓                                                          |
| 2009年7月18日、 2009年8月29日、 2009年12月26日 | SBS            | Star King                       | -                       | 嘉賓                                                          |
| 2010年1月5日                                   | KBS            | 想象plus                        | -                       | 嘉賓                                                          |
| 2010年1月25日                                  | KBS            | 歡樂在一起                      | -                       | 嘉賓                                                          |
| 2010年2月2日、 2010年2月9日                    | SBS            | 強心臟                          | E17-E18                 | 嘉賓                                                          |
| 2010年2月3日                                   | Y-Star         | 第19屆首爾歌謠大賞              | -                       | 卓在勳主持                                                    |
| 2010年9月25日－2010年9月26日                   | MBC            | 偶像明星運動會                  | 第一屆 中秋特輯         | 50m 、跳高 、400m接力                                         |
| 2010年11月15日－2011年7月4日                   | SBS            | 每天每夜                        | -                       | 金濟東、朴明秀、卓在勳、 大聲、鄭容和共同主持                 |
| 2010年                                         | MBC            | Play Girlz School               | E01,E04,E09,E10,E11,E13 | After School                                                  |
| 2010年                                         | MBC            | Star Dance Battle               | -                       | 擔任嘉賓                                                      |
| 2011年2月2日                                   | SBS            | 偶像的帝國                      | -                       | 擔任嘉賓                                                      |
| 2011年2月5日－2011年2月6日                     | MBC            | 偶像明星運動會                  | 第二屆 春節特輯         | 50m                                                           |
| 2011年3月13日                                  | SBS            | Running Man                     | E34                     | 朴俊奎                                                        |
| 2011年5月3日、 2011年5月10日                   | SBS            | 強心臟                          | E75-E76                 | 嘉賓                                                          |
| 2011年5月23日                                  | SBS            | YoungStreet                     | -                       | 嘉賓                                                          |
| 2011年6月3日                                   | TVN            | 现场脱口秀Taxi                  | -                       | 嘉賓                                                          |
| 2011年6月24日                                  | SBS            | 甜蜜的故鄉                      | -                       | 嘉賓                                                          |
| 2011年8月4日                                   | KBS            | 歡樂在一起                      | E208                    | 2PM、Dal★Shabet、After School                                 |
| 2011年10月8日                                  | SBS            | Star King                       | -                       | 嘉賓                                                          |
| 2011年10月28日－2013年3月29日                  | KBS            | Music Bank                      | -                       | 李章宇共同主持                                                |
| 2012年1月24日                                  | MBC            | 偶像明星運動會                  | 第四屆 春節特輯         | 50m                                                           |
| 2012年2月16日                                  | KBS            | 歡樂在一起                      | E238                    | 烏鵲橋兄弟劇組宣傳                                            |
| 2012年2月22日                                  | MBC            | 黄金渔场                        | 偶像演員特輯            | JAY、李準、時完                                               |
| 2012年3月13日、 2012年3月20日                  | SBS            | 強心臟                          | E121-E122               | 嘉賓                                                          |
| 2012年6月18日                                  | KBS            | 大國民脫口秀-你好               | -                       | 嘉賓                                                          |
| 2012年6月30日                                  | KBS2           | 突袭约会                        | -                       | 嘉賓                                                          |
| 2012年7月18日－2012年7月25日                   | MBC            | Weekly Idol                     | -                       | After School                                                  |
| 2012年7月26日                                  | MBC            | 偶像明星運動會                  | 第五屆 倫敦奧運會       | 射箭                                                          |
| 2012年8月9日                                   | SBS            | K-POP超級演唱會                 | -                       | 趙權、時完主持                                                |
| 2012年8月18日                                  | MBC            | 我們結婚了                      | 第三季 E26              | 與趙權擔任演播室嘉宾                                          |
| 2012年8月25日                                  | MBC            | 改变世界的Quiz                  | -                       | 嘉宾                                                          |
| 2012年10月4日                                  | Mnet           | 韓流夢想演唱會                  | -                       | 斗俊、李準主持                                                |
| 2013年3月17日                                  | SBS            | Running Man                     | E137                    | 盧士燕                                                        |
| 2013年3月19日                                  | KBS            | 1 VS 100                        | -                       |                                                               |
| 2013年4月21日－2013年11月17日                  | SBS            | 赤腳的朋友們                    | -                       | 姜鎬童、尹鍾信、俞世潤、 金範洙、金賢重、銀赫、尹施允共同主持 |
| 2013年6月15日                                  | SBS            | Star King                       | -                       | 嘉宾                                                          |
| 2013年8月1日                                   | MBC            | 故事秀 聚寶盆                   | E1                      | 金甲洙、徐京锡、郑俊河、金成柱共同主持                        |
| 2013年8月15日                                  | MBC            | DMZ 和平音樂會                  | -                       | 李洪基主持                                                    |
| 2013年9月10日                                  | SBS            | 話神-支配心靈者                 | -                       | 嘉宾                                                          |
| 2013年11月18日                                 | SBS            | 第4屆韓國大眾文化藝術獎頒獎典禮 | -                       | 申英一主持                                                    |
| 2014年7月7日                                   | KBS            | 大國民脫口秀-你好               | -                       | Raina嘉賓                                                     |
| 2014年7月11日－2014年9月15日                   | SBS            | 叢林的法則                      | 印度洋篇(共9集)         | 金炳萬、金承洙、朴徽淳、姜志燮、James、Niel共同主持           |
| 2015年2月3日                                   | tvN            | 现场脱口秀Taxi                  | E366                    | 崔宇植                                                        |
| 2015年5月31日                                  | SBS            | Running Man                     | E249                    | 金俊鉉                                                        |
| 2015年6月20日                                  | MBC            | 無限挑戰                        | E433                    | 朴炯植(ZE:A)（聲音出演）                                      |
| 2015年6月27日                                  | MBC            | 無限挑戰                        | E434                    | 金濟東、池相烈、金榮澈、 金淑、申奉仙、宋恩伊                 |
| 2015年10月17日－2016年1月23日                  | SBS            | 握拳少林寺                      | 共13集                  | -                                                             |
| 2015年11月1、 2015年11月8日                    | SBS            | Running Man                     | Ep271&272               | -                                                             |
| 2015年12月30日                                 | FashionN       | 拜託了化妝台                    | -                       | -                                                             |
| 2016年11月20日                                 | MBC            | Section TV演艺通信              | -                       | -                                                             |
| 2017年5月19日－2017年6月23日                   | SBS            | 叢林的法則                      | 紐西蘭篇                | -                                                             |
| 2018年9月13日                                  | KBS            | 歡樂在一起                      | EP554                   | 李章宇、羅惠美、尹真伊                                        |
| 2019年4月11日                                  | tvN            | 人生酒館                        | EP118                   | 車和娟                                                        |
| 2019年4月13日                                  | JTBC           | 認識的哥哥                      | EP175                   | 崔秀宗                                                        |
| 2019年12月21日－2020年3月21日                  | Channel A      | 搭飛機去2                       | 共12集                  | 申鉉濬、黃帝聖、殷志源、宋允亨共同主持                        |
| 2020年6月12日                                  | MBC            | 我獨自生活                      | EP349                   | 李施彦                                                        |
| 2020年8月1日、 2020年8月8日                    | MBC            | 全知干預視角                    | EP115&116               | -                                                             |
| 2021年8月11日-至今                             | IHQ            | Spicy Girls                     | -                       | 金信英、Sunny (少女時代)、磪有情共同主持                      |
| 2021年12月9日、 2021年12月16日                 | tvN            | 帶輪子的家3                     | EP8&9                   | 嘉賓                                                          |
| 2022年10月29日-12月24日                        | tvN            | 一生一次,Kilimanjaro            | 共9集                   | 崔效定、尹恩惠、孫浩俊                                        |
| 2024年8月13日-10月8日                          | SBS            | 叢林飯                          | 共8集                   | 柳秀榮、李勝潤、徐仁國、金景南                                |
| 2024年9月7日-11月16日                          | tvN            | 鋼鐵少女團                      | 共11集                  | 金東炫、陳瑞妍、薛仁雅、朴柱炫                                |
| 2025年7月11日—                                 | tvN            | 《鋼鐵少女團2》                 |                         | 金東炫、薛仁雅、朴柱炫、琴世祿                                |

### MV
| MV拍攝列表 | MV拍攝列表   | MV拍攝列表                   | MV拍攝列表       | MV拍攝列表 |
| 年份       | 歌手         | 歌名                         | 合作藝人         |            |
| ---------- | ------------ | ---------------------------- | ---------------- | ---------- |
| 2009年     | mighty mouth | 《Love Class》               | mighty mouth     |            |
| 2009年     | 4 Tomorrow   | 《热情》、《相遇和新的开始》 | 佳人、昇延、泫雅 |            |
| 2010年     | 前進         | 《那个男人和那个女人的事情》 | 前進             |            |
| 2010年     | 曹诚模       | 《她就拜托你了》             | 俞承浩           |            |

## 音樂
- 請參閱所屬團體After School之共同作品

### 單曲
|     | 單曲資料 | 曲目                                                                             |
| --- | --- | -------------------------------------------------------------------------------- |
| 1st | 首張個人數位單曲《Le Coq Golf Collaboration,U-ie的SokSokSok 》（르꼬끄골프 콜라보레이션,유이의 쏙쏙쏙 ） - 發行日期：2011年6月21日 - 語言：韓語 | 1. 쏙쏙쏙 (SokSokSok)(Feat. After school boys 鐘炫) 2. 쏙쏙쏙 (SokSokSok)(Inst.) |

### 合輯
| 發行日        | 專輯                                  | 歌曲名稱 | 作詞 | 演唱 | 合作藝人 |
| ------------- | ------------------------------------- | -------- | ---- | ---- | -------- |
| 2013年8月18日 | 《SBS 赤腳的朋友們 My Story My Song》 | HERO     | U-IE | U-IE | 金廷娥   |

### 合唱作品
| 年份   | 團體名稱   | 歌曲名稱         |
| ------ | ---------- | ---------------- |
| 2009年 | 4 Tomorrow | 扑通扑通Tomorrow |

## 獎項
| 年份   | 頒獎典禮           | 獎項                          | 作品                |
| ------ | ------------------ | ----------------------------- | ------------------- |
| 2009年 | MBC放送演藝大賞    | 綜藝部門女子新人賞            | 《我們結婚了》{a/n} |
| 2011年 | KBS演技大賞        | 最佳新人女演員                | 《烏鵲橋兄弟》      |
| 2011年 | 芭比和肯尼獎       | 芭比獎 (韓國版)               | {n/a}               |
| 2012年 | 第48屆百想藝術大賞 | 電視類最佳新人女演員          | 《烏鵲橋兄弟》      |
| 2013年 | MBC演技大賞        | 特別企劃部門女子優秀演技獎    | 《黃金彩虹》        |
| 2016年 | MBC演技大賞        | 特別企劃部門女子最優秀演技獎  | 《結婚契約》        |
| 2016年 | 第29屆畫梅獎       | 最佳女演員                    | 《結婚契約》        |
| 2018年 | KBS演技大賞        | 長篇電視劇部門 女子優秀演技獎 | 我唯一的守護者      |
| 2018年 | KBS演技大賞        | 最佳情侶獎(與李章宇)          | 我唯一的守護者      |
| 2023年 | KBS演技大賞        | 女子最優秀演技獎              | 孝心的家各自為生    |
| 2023年 | KBS演技大賞        | 最佳情侶獎(與嘏俊)            | 孝心的家各自為生    |
| 2023年 | KBS演技大賞        | 女子網路人氣獎                | 孝心的家各自為生    |

## 外部連結
- Uie的X（前Twitter）
- Uie的Facebook專頁
- Uie的Instagram帳戶
- Uie在互联网电影资料库（IMDb）上的資料（英文）